# Дівчина (партнерка)
Подруга або дівчина (англ. girlfriend) — партнерка у нешлюбних романтичних стосунках. Слово «дівчина» першопочатково означає дитину або підлітку жіночої статі. «Подруга» у звичному розумінні означає друга-жінку (без сексуального контексту).
Аналогічним терміном стосовно юнаків є «хлопець».

## Інші терміни
- Жінку в позашлюбних (дослівно «дорослих» з англ. adultery) сексуальних стосунках з одруженим чоловіком (чи жінкою) називають коханкою. Термін «коханка» також іноді застосовують стосовно дівчини (англ. girlfriend), коли хочуть акцентувати наявність сексу в стосунках.
- Дорослих партнерів(-ок) у нешлюбних стосунках також/найчастіше описують у термінах співжиття, як тих, що «живуть разом» (з дослівним змістом), або ж використовують юридичний термін «цивільний шлюб» (що є в цьому разі помилковим, доречнішим є «фактичний шлюб»).

## «Друг-леді»
Схожим, але абстрактнішим концептом є «друг-леді» (англ. lady friend) — компаньйонка, менш близька за дівчину (girlfriend), але ближча за подругу. Стосунки не обов'язково платонічні, але не є і обов'язково ексклюзивними, з планом створення сім'ї, взаємно відданими (англ. commited) та тривалими. Даний термін уникає висновків щодо сексуальних стосунків, притаманних словам «коханка» і «пасія» — а тому іноді застосовується як евфемізм. Проте таке використання — рідкість, найчастіше «lady friend» описує стосунки, коли точний статус жінки невідомий оповідачу(-ці). Наприклад — заголовки журналів-таблоїдів дуже часто говорять, що ту чи іншу зіркову особистість помітили у компанії нової «lady friend». «Lady friend» також може означати романтичні стосунки зі старшою жінкою, коли слово «дівчина» (англ. girl) гірше підходить через вікові конотації.